# 14th Street – Eighth Avenue
14th Street – Eighth Avenue – stacja metra nowojorskiego, na linii A, C, E i L. Znajduje się w dzielnicy Manhattan, w Nowym Jorku i zlokalizowana jest pomiędzy stacjami 23rd Street, West Fourth Street – Washington Square oraz Sixth Avenue. Została otwarta 10 września 1932.